# Bradysia cavernicola
Bradysia cavernicola is een muggensoort uit de familie van de rouwmuggen (Sciaridae). De wetenschappelijke naam van de soort is voor het eerst geldig gepubliceerd in 1999 door Mohrig & Eckert.